# The Power Station Years: The Unreleased Recordings
The Power Station Years: The Unreleased Recordings è una compilation di canzoni inedite registrate dal cantante Jon Bon Jovi (allora conosciuto col nome di battesimo John Bongiovi) pubblicata nel 2001.

## Il disco
Le canzoni sono state registrate nei primi anni '80 nello studio di registrazione di proprietà del cugino di Jon, Tony Bongiovi, chiamato The Power Station. Le canzoni furono registrate prima della formazione della rock band Bon Jovi.
La più importante canzone dell'album è Runaway (poi inclusa anche nel primo album della band) che raggiunse la posizione #39 nella classifica Billboard Hot 100 nel 1984.

## Tracce
1. Who Said It Would Last Forever - 4:02
2. Open Your Heart - 3:45
3. Stringin' a Line - 3:45
4. Don't Leave Me Tonight - 4:53
5. More Than We Bargained For - 3:50
6. For You - 3:05
7. Hollywood Dreams - 3:16
8. All Talk, No Action - 3:29
9. Don't Keep Me Wondering - 2:54
10. Head Over Heels - 3:30
11. No One Does It Like You - 4:14
12. What You Want - 3:33
13. Don't You Believe Him - 3:14
14. Talkin' in Your Sleep - 4:20
15. Bobby's Girl - 1:53
16. Gimme Some Lovin' Charlene * - 2:31
17. Don't do That to me Anymore * - 3:47
18. This Woman is Dangerous * - 4:08
19. Maybe Tomorrow * - 3:33
20. Runaway * - 3:39

[*]: Non incluse in tutte le versioni dell'album, specialmente quella americana.